# Benishangul-Gumuz
Le Benishangul-Gumuz (ge'ez: ቤንሻንጉል-ጉምዝ ክልል) est, depuis 1995, l'un des dix États régionaux (kilil) d'Éthiopie. Son chef-lieu est Asosa.

## Population

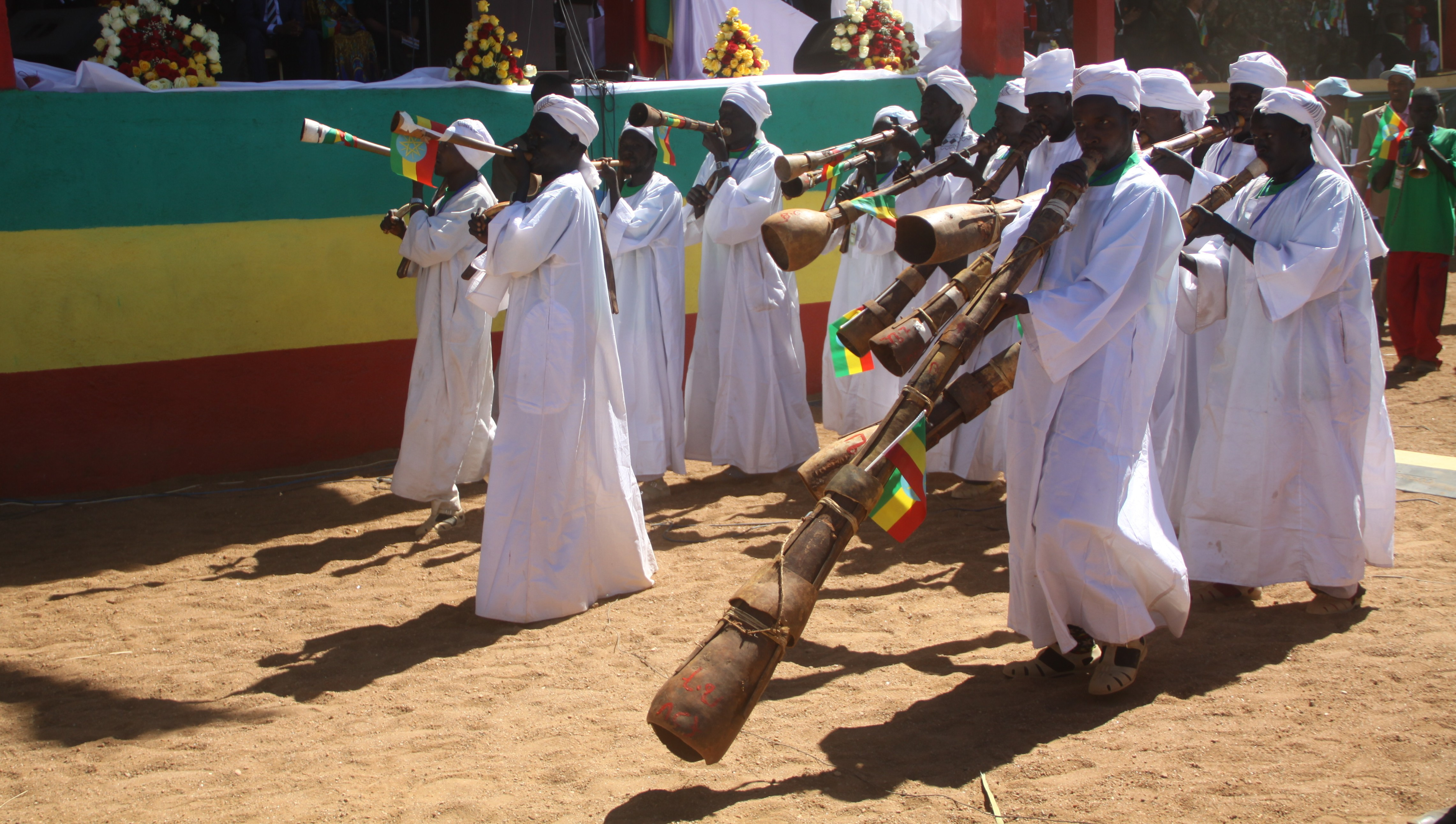
Musiciens berta

La Central Statistics Agency (Agence statistique éthiopienne) estime sa population à 625 000 habitants. Avec une superficie de 49 289 km2, le Benishangul-Gumuz a une densité de population de 12,68 hab./km2. 90,1 % de sa population est rurale.
Les habitants de la région, comme les Berta, les Gumuz ou les Shinasha, sont proches de leurs voisins du Soudan. La région a connu une importante migration amhara durant le régime du Derg.

## Économie
C'est dans cette région que l'Éthiopie a entrepris de construire le barrage de la Renaissance (Grand Ethiopian Renaissance Dam) sur le Nil bleu.